# Újváry Károly (színművész, 1877–1958)
Újváry Károly, 1909-ig Musziel Károly (Budapest, 1877. július 28. – Bécs, 1958. május 14.) színész, zeneszerző.

## Életútja
Musziel Anna fiaként született. 1897 virágvasárnapján kezdte színészi pályáját Bokody Antalnál. 1903–04-ben és 1906–08-ban Temesvárott játszott, 1907-ben Krecsányi Ignác komikusa volt. Ez év nyarán megnyitotta Temesvárt a Délvidéki Modern Színházat, színházi és varieté-műsorral, azután Bécsbe szerződött, ahol feltűnő sikerrel működött. Később a varietére tért át. 1916-tól 1918-ig fellépett a Télikert mulatóban, majd 1917-ben a Kristálypalotában magyar és német nyelvű műsorokban láthatta a közönség. 1920 októberétől a Varieté Olympia vezetője volt. 1927. január 27-én Bécsben ünnepelte 30 éves művészi jubileumát. A bécsi lapok ez alkalomból nagy elismeréssel és szeretettel emlékeztek meg a magyar művészről. A legnépszerűbb bécsi színészek közé tartozott és lelkes propagálója volt a magyar dalnak külföldön. Több műdalt komponált. (Honvágy, Hervadó piros virágok, Velencei éjszakák stb.)
Első házastársa Dombi (Dudok) Ilona (1899–1905) népénekesnő volt, akivel 1899. január 24-én Budapesten, a Terézvárosban kötött házasságot. Második felesége Miniusz Antónia volt, akitől két gyermeke született: Károly (1906) és Olga (1907).

## Fontosabb szerepei
- Pfefferkorn (Lehár Ferenc: Drótostót)
- Danilo (Lehár Ferenc: A víg özvegy)
- Loriot őrmester (Hervé: Nebáncsvirág)

## Színműve
- A vigadó özvegy, paródia 3 felvonásban. Társszerző: Tábori Emil. Zenéjét szerezte: Hetényi Albert. Bemutató: 1907. július 25., Budai Színkör.